# Governo de Pernambuco

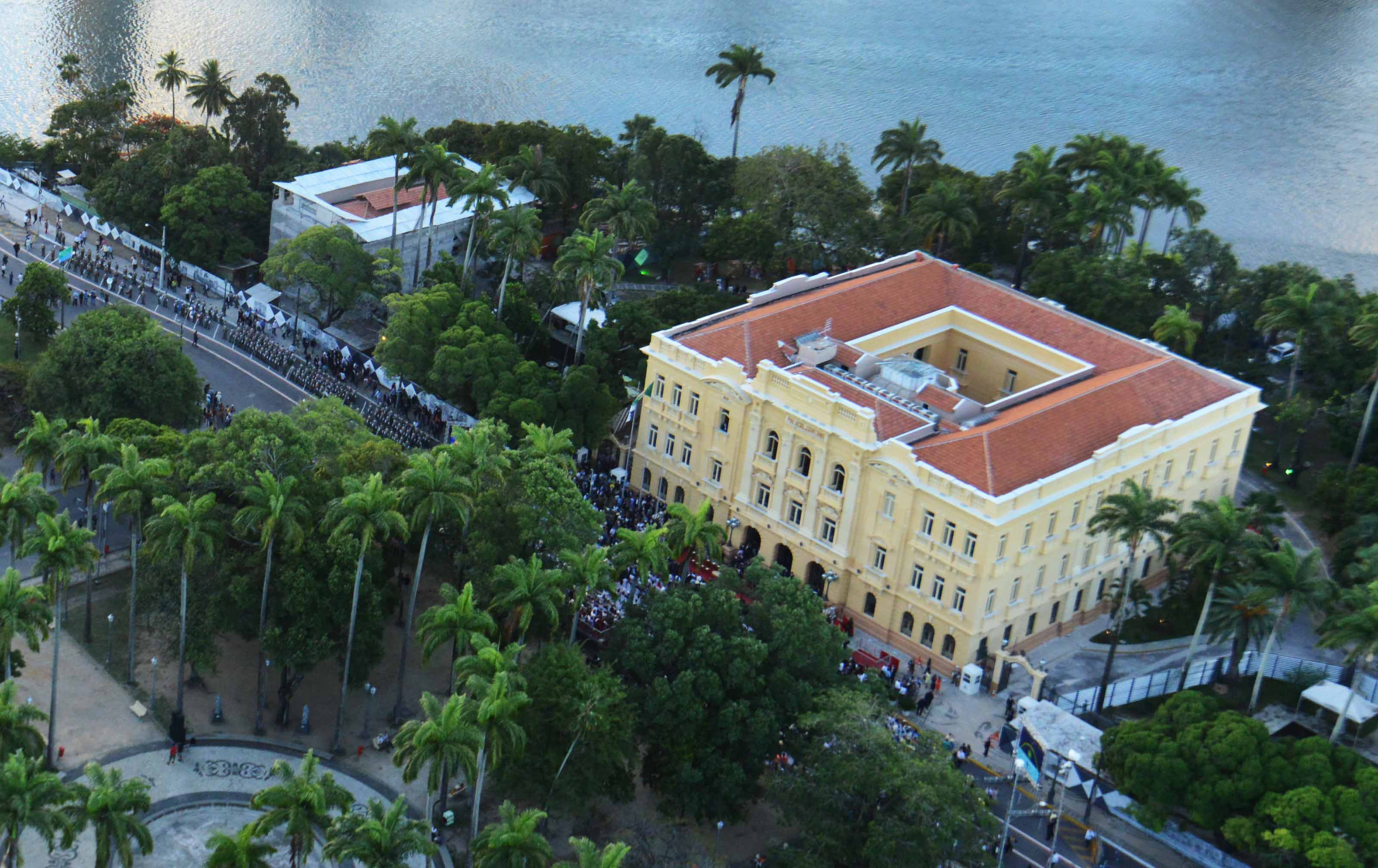

O Governo do estado de Pernambuco é chefiado pelo governador do estado de Pernambuco que é eleito em sufrágio universal e voto direto e secreto pela população local para mandatos de quatro anos de duração, podendo ser reeleito para mais um mandato.
Sua sede é o Palácio do Campo das Princesas, que desde 1841 é sede do governo pernambucano.
O estado de Pernambuco, assim como em uma república, é governado por três poderes, o executivo, representado pelo governador, o legislativo, representado pela Assembleia Legislativa do Estado de Pernambuco, e o judiciário, representado pelo Tribunal de Justiça do Estado de Pernambuco.

## Executivo
- Governadora: Raquel Teixeira Lyra Lucena
- Vice-Governadora: Priscila Krause Branco

O Poder Executivo pernambucano é composto por 26 secretarias, incluindo a Procuradoria Geral do Estado e a Casa Militar.

## Legislativo
O Poder Legislativo de Pernambuco é unicameral, constituído pela Assembleia Legislativa de Pernambuco, localizado no Edifício Governador Miguel Arraes de Alencar. Ela é constituída por 49 deputados estaduais, que são eleitos a cada quatro anos.
- Presidente : Eriberto Medeiros[4]

## Judiciário
A maior corte do Poder Judiciário pernambucano é o Tribunal de Justiça de Pernambuco, localizada no Palácio da Justiça, na Praça da República no bairro de Santo Antônio, Recife.
- Presidente : Adalberto de Oliveira Melo[5]